# Grammica occidentalis
Grammica occidentalis là một loài thực vật có hoa trong họ Bìm bìm. Loài này được (Millsp.) W.A. Weber mô tả khoa học đầu tiên năm 1973.